# Good Will Hunting
Good Will Hunting és una pel·lícula estatunidenca de Gus Van Sant estrenada l'any 1997. Va ser nominada a nou Òscars en la seva 70a edició, dels quals en va guanyar dos, i ha sigut internacionalment reconeguda com una de les millors pel·lícules de la història (Rànquing Top 500 Greatest Films Of All Time).

## Argument
A finals dels anys 90 al barri sud de Boston, Massachusetts, hi viu Will Hunting (Matt Damon), un noi orfe de 20 anys, que ha crescut en diferents cases d’acollida abusives i que porta dues dècades rondant els carrers de la ciutat amb el seu grup d’amics, destacant el seu company de vida; Chuckie Sullivan (Ben Affleck). Hunting treballa d'agranador al Massachusetts Institute of Technology, la millor universitat del país; i en un dels seus torns, es troba un problema matemàtic escrit a una pissarra per un dels professors amb l’objectiu de que els alumnes intentin resoldre’l. Hunting el resol el qüestió de minuts, però és enxampat pel professor que l’ha escrit: Gérald Lambeau (Stellan Skarsgård), i aquest el persegueix enfadat abans d’adonar-se’n de que, en realitat, en pocs minuts, Hunting ha resolt un problema que a matemàtics especialitzats els havia portat anys.
És en aquest moment quan Lambeau inicia la seva insistència cap a Hunting, que a mida que avança la pel·lícula revela una clara superioritat intel·lectual en tots els àmbits, i que no vol tenir res a veure amb el món de èlite acadèmica que Lambeau li ofereix. En un moment concret, però, en el que Hunting es troba en una situació díficil quan, a arrel d’una baralla amb un polícia, se li presenta la possibilitat d’anar a la presó, ha d’acceptar les insistències del matemàtic de treballar amb ell com a condició imposada pel jutge a canvi de la seva llibertat.
En el procés, el professor força a Hunting a assistir a sessions privades amb diferents psicòlegs, que després d’una sessió abandonen el repte que és que el Will col·labori; fins que Lambeau es veu forçat a recórrer a l’ajuda d’un vell amic de qui s'havia distanciat, menyspreant-lo, molts anys enrere: Sean Maguire (Robin Williams), un antic matemàtic que en no triomfar en la seva àrea de coneixement va decidir passar-se a la psicologia. És només Maguire qui aconsegueix connectar amb Hunting, i qui l’ajudarà a superar els seus traumes i inseguretats arrelades a una infància difícil. Paral·lelament, Hunting ajudarà a superar la rivalitat de Maguire i Lambeau, i en concret, farà que Sean torni a viure després d’anys refugiats a la seva feina a causa de la mort de la seva esposa.
L’interès amorós de Hunting és l’Skylar (Minnie Driver), una estudiant de Medicina a Harvard que trencarà totes les barreres amb les que Hunting es protegeix i formarà part del seu creixement personal.

## Temes
La pel·lícula tracta diversos temes: En primer lloc és una anàlisi de la relació entre terapeuta i pacient, una relació que afecta a les dues parts, així com de la importància d'una bona teràpia per reconduir traumes. Relacionat també amb la psicologia, apareix el tema de la superdotació, i com aquesta no és garantia de res a la vida. El protagonista és un geni en matemàtiques i autodidacte, temes que es van desenvolupant en diferents seqüències. Un geni que mai ha tingut els recursos per potenciar el seu intelecte, i que tampoc mai ha sentit la seguretat.
Apareix crítica social, tant a la política estatunidenca, com al mercat de treball o les diferències de classe, exemplificades en el contrast entre Will i els seus amics, treballadors no qualificats, i la seva promesa o els professors, pertanyents a un sector més elevat. La relació entre els dos joves venç aquestes barreres socials.
El fil conductor és l'evolució d'en Will a partir de la teràpia i els diàlegs que manté amb els que l'envolten. Els paisatges ajuden a il·lustrar la transformació del protagonista, contrasta el bar, símbol de la diversió còmoda i adolescent, amb el despatx del doctor, on es tenen diàlegs seriosos, i la natura, on en Will reflexiona fins a arribar a l'autoconeixement.
El focus del film, però, se centra en els sentiments: Will es refugia de la por en relacions conegudes, on no arrisca, perquè està encara definint la seva identitat i el sentit de la vida. La seva ràbia continguda és el desencadenant de la teràpia, de la ruptura de la seva relació i del seu capteniment al carrer. Els seus amics representen la lleialtat, especialment el seu íntim, que posa per davant el desig que en Will estigui bé a ell mateix. L'enveja entre els dos adults, la desorientació de l'Skylar o la frustració del jove ajudant són altres de les emocions que es veuen reflectides.
El missatge final, on l'amor venç, culmina aquest retrat dels sentiments i es va anticipant al llarg de tota la pel·lícula, amb l'explicació de com era la relació entre el psiquiatre i la seva dona, exemple d'amor pur que ho omple tot. Aquest amor dona la felicitat però cal que abans la persona estigui preparada per assumir riscos i decidir el seu propi destí.

## Repartiment
- Robin Williams: Sean Maguire
- Matt Damon: Will Hunting
- Ben Affleck: Chuckie Sullivan
- Minnie Driver: Skylar
- Stellan Skarsgård: Gerald Lambeau
- Cole Hauser: Billy
- Casey Affleck: Morgan
- John Mighton: Tom
- Coleen McCauley: Cathy
- Jennifer Deathe: Lydia

## Premis i nominacions

### Premis
- 1998: Oscar al millor actor secundari per Robin Williams
- 1998: Oscar al millor guió original per Ben Affleck i Matt Damon
- 1998: Globus d'Or al millor guió per Ben Affleck i Matt Damon

### Nominacions
- 1998: Oscar a la millor pel·lícula
- 1998: Oscar al millor director per Gus Van Sant
- 1998: Oscar al millor actor per Matt Damon
- 1998: Oscar a la millor actriu secundària per Minnie Driver
- 1998: Oscar a la millor banda sonora per Danny Elfman
- 1998: Oscar a la millor cançó original per Elliott Smith amb "Miss Misery"
- 1998: Oscar al millor muntatge per Pietro Scalia
- 1998: Globus d'Or a la millor pel·lícula dramàtica
- 1998: Globus d'Or al millor actor dramàtic per Matt Damon
- 1998: Globus d'Or al millor actor secundari per Robin Williams
- 1998: Os d'Or

## Al voltant de la pel·lícula
- La pel·lícula va ser rodada a Boston, Massachusetts i a Toronto, Canadà (Universitat de Toronto).
- Per un suggeriment de Rob Reiner, el guió va esdevenir finalment més una història d'amor que un thriller, com havia estat escrit al començament.